# Metalcore
Metalcore (adesea numit și hardcore metalic sau metallic hardcore) este un gen de fuziune al muzicii metal, care combină elemente din extreme metal și hardcore punk. Termenul a luat sensul actual în mijlocul anilor 1990, descrie trupe precum Earth Crisis, Deadguy și Integrity. Prima trupa dintre acestea, Integrity, a inceput sa cante in 1988; câteva trupe moderne care aparțin acestui gen sunt Killswitch Engage, Bullet for My Valentine, Parkway Drive, All That Remains, As I Lay Dying și Devil Wears Prada. Metalcore se distinge de alte fuziuni punk metal prin accentul pus pe breakdowns: pasaje mai lente și intense care conduc la moshing. Saturația de trupe care aparțin acestui gen a crescut în ultimii cinci ani.